# Руде (Южно-Курземский край)
Ру́де (латыш. Rude) — населённый пункт в Южно-Курземском крае Латвии. Административный центр Отанькской волости. Расстояние до города Лиепая составляет около 28 км.
По данным на 2017 год, в населённом пункте проживало 252 человека. В селе есть начальная, дом культуры, библиотека, фельдшерский пункт, старая ветряная мельница, трасса для картинга.
В советское время населённый пункт входил в состав Отанькского сельсовета Лиепайского района.